# Bateau-Lavoir

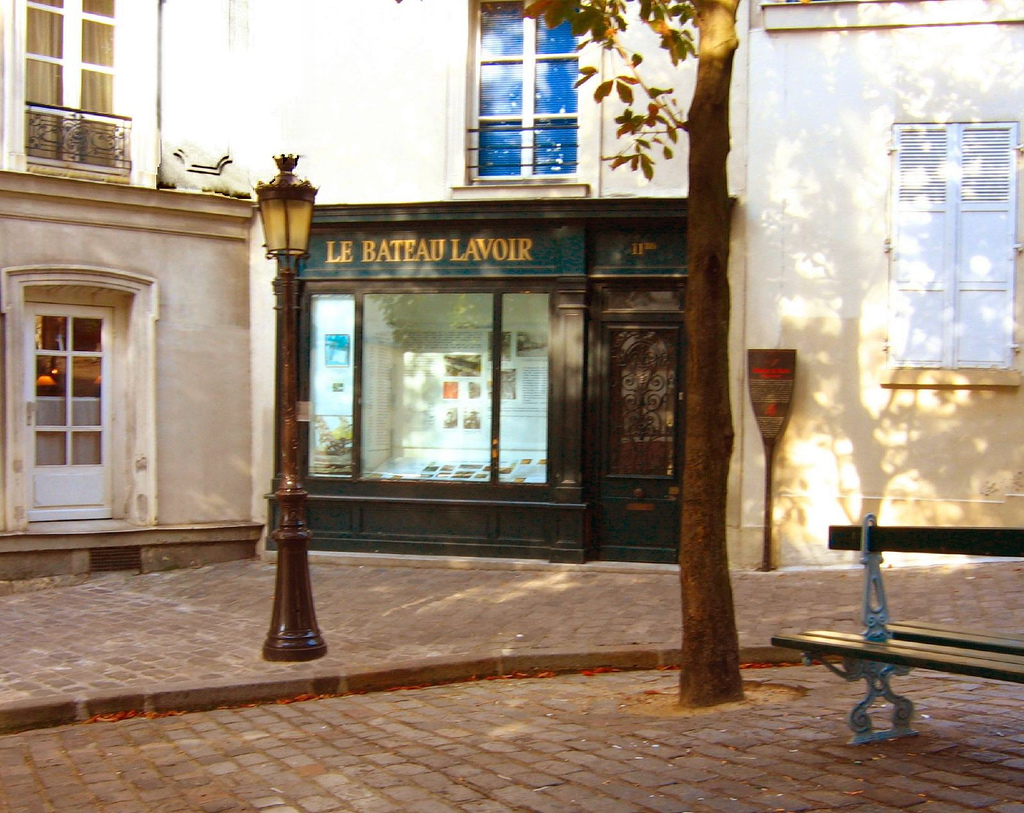
Bateau Lavoir, Montmartre

Il Bateau-Lavoir era uno stabile sito al numero 13 di place Émile-Goudeau nel quartiere di Montmartre a Parigi, famoso per essere stato l'abitazione di numerosi artisti del XX secolo di fama internazionale.

## Storia

### Fasti
L'edificio in passato era stato adibito a laboratorio di pianoforti, ma nel 1889 venne "rimodernato" dal proprietario che volendo realizzare un discreto guadagno lo trasformò in una palazzina con dieci appartamenti. Essendo però lo spazio molto ridotto, si utilizzarono scale e accessi con travi di legno per ricavare i nuovi ambienti che trasformarono l'immobile simile ad un labirinto. L'immobile era molto "spartano", essendo privo dei servizi primari quali gas ed elettricità. L'acqua arrivava solo al primo piano, e gli appartamenti avevano delle pareti divisorie così sottili che gli ambienti erano freddi d'inverno e caldi d'estate.
Il primo artista a viverci fu Maxime Maufra al ritorno da un soggiorno in Bretagna, ma in breve il luogo divenne punto di incontro per molti artisti, fino a divenire celebre quando Picasso andò a viverci dipingendo Les demoiselles d'Avignon. Il gruppo più consistente di artisti si stabilì nel 1908 e comprendeva Georges Braque, Max Jacob, Marie Laurencin, Guillaume Apollinaire, André Salmon, Maurice Raynal, Juan Gris, e poi Fernand Léger, Robert Delaunay, Albert Gleizes, Andre Lhote, Jean Metzinger, Francis Picabia, Alexander Archipenko e Paul Gauguin di ritorno dal suo primo viaggio a Tahiti. Nello stesso anno, in onore di Henri Rousseau del quale aveva appena acquistato un quadro, Picasso preparò un banchetto memorabile nel locale che in seguito venne soprannominato la "Villa Medici della pittura moderna".
Tra le personalità che frequentarono il Bateau-Lavoir si ricordano anche: Matisse, Modigliani, Derain, Dufy, Utrillo, Apollinaire, Gertrude e Leo Stein, Jarry, Cocteau, Radiguet, Dullin, Vollard, Denis, Ardengo Soffici, van Dongen, Gris, Brâncuși.
Nel 1970 un incendio distrusse completamente l'edificio e quindi non resta ora più nulla del Bateau-Lavoir originale.

### Decadenza
Il Bateau-Lavoir e Montmartre cominciarono a perdere di attrazione a partire dalla prima guerra mondiale a vantaggio dei quartieri di Montparnasse e di La Ruche.